# Havok Vision

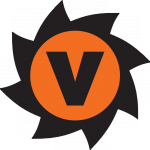
Logo de Havok Vision

Havok Vision es un motor de juegos 3D multiplataforma originalmente creado por Trinigy y desarrollado por Havok, lanzado en 2003. Se encuentra en su octava versión, disponible para Microsoft Windows (DX9, DX10, DX11), Xbox 360, PlayStation 3, de Nintendo Wii y Wii U, iOS, Android, Sony 's PlayStation Vita, y la mayoría de los principales navegadores (Internet Explorer 6 y superior, Firefox 2.0 y superior, Google Chrome, Opera 9 y superior). 
Vision Engine 8 se lanzó justo antes de la Conferencia de Desarrolladores de Juegos 2010. Trinigy y su motor de visión fueron adquiridos por Havok en 2011. Desde entonces, Vision Engine ha sido descontinuado y no se ha proporcionado soporte.

## Juegos que usan Vision Engine
| Título                             | Año  | Desarrollador                     |
| ---------------------------------- | ---- | --------------------------------- |
| Gotcha!                            | 2004 | Sixteen Tons Entertainment        |
| Back to Gaya                       | 2005 | Ambient Entertainment             |
| Psychotoxic: Gateway to Hell       | 2005 | Nuclearvision Entertainment       |
| Desperados 2: Cooper's Revenge     | 2006 | Spellbound Entertainment          |
| Planet 51 Online                   | 2009 | Zed Group                         |
| iFluid                             | 2009 | Exkee                             |
| The Settlers 7: Paths to a Kingdom | 2010 | Blue Byte                         |
| Arcania: Gothic 4                  | 2010 | Spellbound                        |
| Stronghold 3                       | 2011 | Firefly Studios                   |
| Orcs Must Die!                     | 2011 | Robot Entertainment               |
| 7554                               | 2011 | Emobi Games                       |
| Bus & Cable car Simulator          | 2011 | TML Studios                       |
| World of Subways 3                 | 2011 | TML Studios                       |
| Baobab Planet                      | 2011 | Freedom Factory Studios           |
| Bus Simulator 2012                 | 2012 | TML Studios                       |
| Orcs Must Die! 2                   | 2012 | Robot Entertainment               |
| Dogfight 1942                      | 2012 | City Interactive                  |
| Giana Sisters: Twisted Dreams      | 2012 | Black Forest Games                |
| City Bus Simulator: Munich         | 2012 | TML Studios                       |
| Plushy Knight                      | 2013 | Student Game                      |
| Dark                               | 2013 | Realmforge Studios                |
| Pressure                           | 2013 | Chasing Carrots                   |
| GuJian 2                           | 2013 | Aurogon Games                     |
| The Dark Eye: Demonicon            | 2013 | Noumena Studios                   |
| Young Justice: Legacy              | 2013 | Freedom Factory Studios           |
| Stronghold Crusader 2              | 2014 | Firefly Studios                   |
| Novus AEterno                      | 2014 | Taitale Studios                   |
| Kick-Ass 2 The Game                | 2014 | Freedom Factory Studios           |
| Raven's Cry                        | 2015 | Octane Games Reality Pump Studios |
| World of Subways 4                 | 2015 | TML Studios                       |
| Arena Morte                        | TBD  | Frontline Studios                 |
| Unnamed MMORPG game                | TBD  | TimeGate Studios                  |
| Dungeon Hero                       | TBD  | Firefly Studios                   |
| Ember of Caerus                    | TBD  | Forsaken Studios                  |
| Nexus 2                            | TBD  | Most Wanted Entertainment         |
| Bot Colony                         | TBD  | North Side Inc.                   |
| BloodBath                          | TBD  | Freedom Factory Studios           |
| R.O.H.A.N. II                      | TBD  | Playwith Inc.                     |
| SoulWorker Online                  | TBD  | Lion Games Studios                |
| Line of Defense                    | TBD  | 3000AD Inc.                       |
| Legend of the Ancient Sword Online | TBD  | Gamebar                           |
| Modern Combat Versus               | TBD  | Gameloft                          |

## Licenciamiento
Havok obtuvo la licencia del motor Vision en una base por título y por plataforma sin royalties. Todas las licencias incluían soporte completo y actualizaciones regulares de tecnología. WebVision fue gratis para cualquier licencia de estudio Vision Engine 8. 